# Dragon Quest: Your Story
Dragon Quest: Your Story (ドラゴンクエスト ユア・ストーリー Doragon Kuesuto Yua Sutōrī?) es una película de animación japonesa 3DCG basada en la serie de videojuegos Dragon Quest . Su historia se adapta a la de Dragon Quest V de 1992. Fue lanzado en Japón por Toho el 2 de agosto de 2019.

## Elenco
(Los nombres en la versión en inglés del juego se muestran entre paréntesis)
- Takeru Satoh como Luka (The Hero).[1]
- Kasumi Arimura como Bianca.[1]
- Haru como Flora (Nera).[1]
- Kentaro Sakaguchi como Henry (Harry).[1]
- Takayuki Yamada como Papasu (Pankraz).[1]
- Kendo Kobayashi como Sancho.[1]
- Ken Yasuda como Pusan (Dr. Agon)[1]
- Suzuki Matsuo como Ludman (Rodrigo Briscoletti).[1]
- Kōichi Yamadera como Surarin (Gootrude, the slime companion).[1]
- Chikako Kaku como Martha (Mada).[1]
- Arata Furuta como Buon (Bjørn the Behemoose).[1]
- Kōtarō Yoshida como Gema (Bishop Ladja).[1]
- Arata Iura como Mildrath (Grandmaster Nimzo).[1]

## Producción
El 13 de febrero de 2019, el creador de Dragon Quest , Yuji Horii, apareció en el programa de televisión Nippon News Zero y anunció que una película de anime 3D CG basada en la franquicia se lanzaría el 2 de agosto. Titulada Dragon Quest: Your Story , se adapta el 1992 videojuego Dragon Quest V.
Escrito y dirigido por Takashi Yamazaki , también está dirigido por Ryuichi Yagi y Makoto Hanafusa. Algunos miembros del personal, incluidos Yamazaki y Yagi, trabajaron juntos en la película de anime 3D CG 2014 Stand by Me Doraemon. Horii supervisó la película y utiliza la música original de Koichi Sugiyama.
Para la película, el diálogo se grabó primero y las bocas y expresiones de los personajes se crearon para coincidir, lo cual es extremadamente inusual para un anime. Los actores grabaron su diálogo dos veces, una vez dos años antes y luego con la animación terminada.
El primer tráiler fue lanzado el 4 de abril. Al mismo tiempo, se anunciaron 13 miembros del elenco, incluidos Takeru Satoh como el protagonista Ruka y Kasumi Arimura como Bianca. Varios miembros del elenco adicionales fueron anunciados el 14 de mayo. Un segundo tráiler y el póster de la película fueron lanzados el 19 de junio.

## Lanzamiento

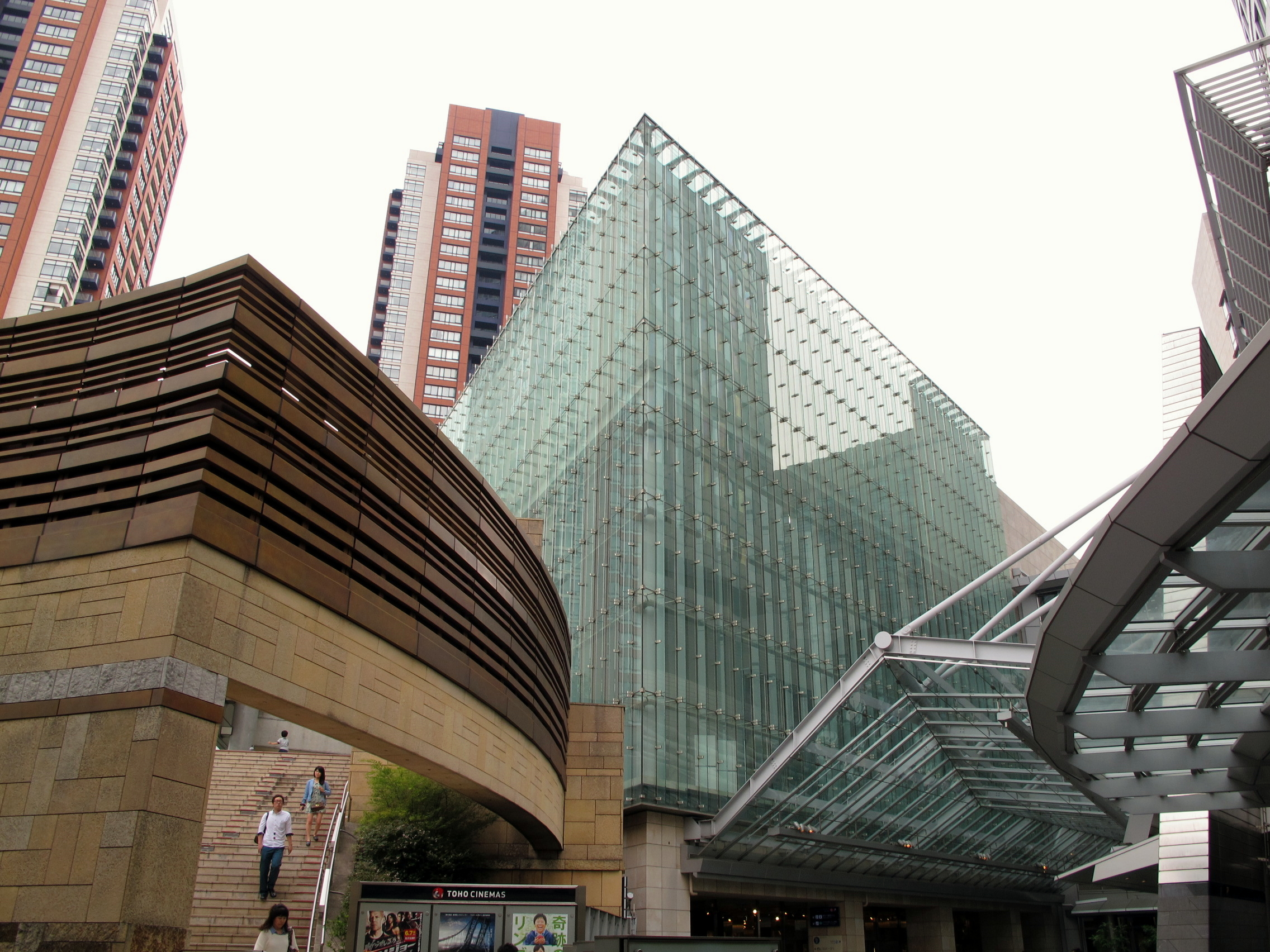
Toho Cinemas Roppongi Hills fue el anfitrión del estreno mundial de la película.

El 16 de julio de 2019 se mostró un estreno de la película en Toho Cinemas en Tokio. Se estrenó en los cines de todo el país el 2 de agosto de 2019.

## Recepción
Tras el lanzamiento del primer tráiler, algunos fanáticos japoneses criticaron la decisión de contratar actores famosos de acción en vivo para expresar los personajes en lugar de los actores de voz profesionales. Muchas críticas también se dirigieron a los diseños de personajes, que no utilizaron el estilo artístico característico de la serie de Akira Toriyama.
Dragon Quest: Your Story recaudó US $ 11,114,288 durante su carrera teatral en Japón.